# Eisen (Meudt)

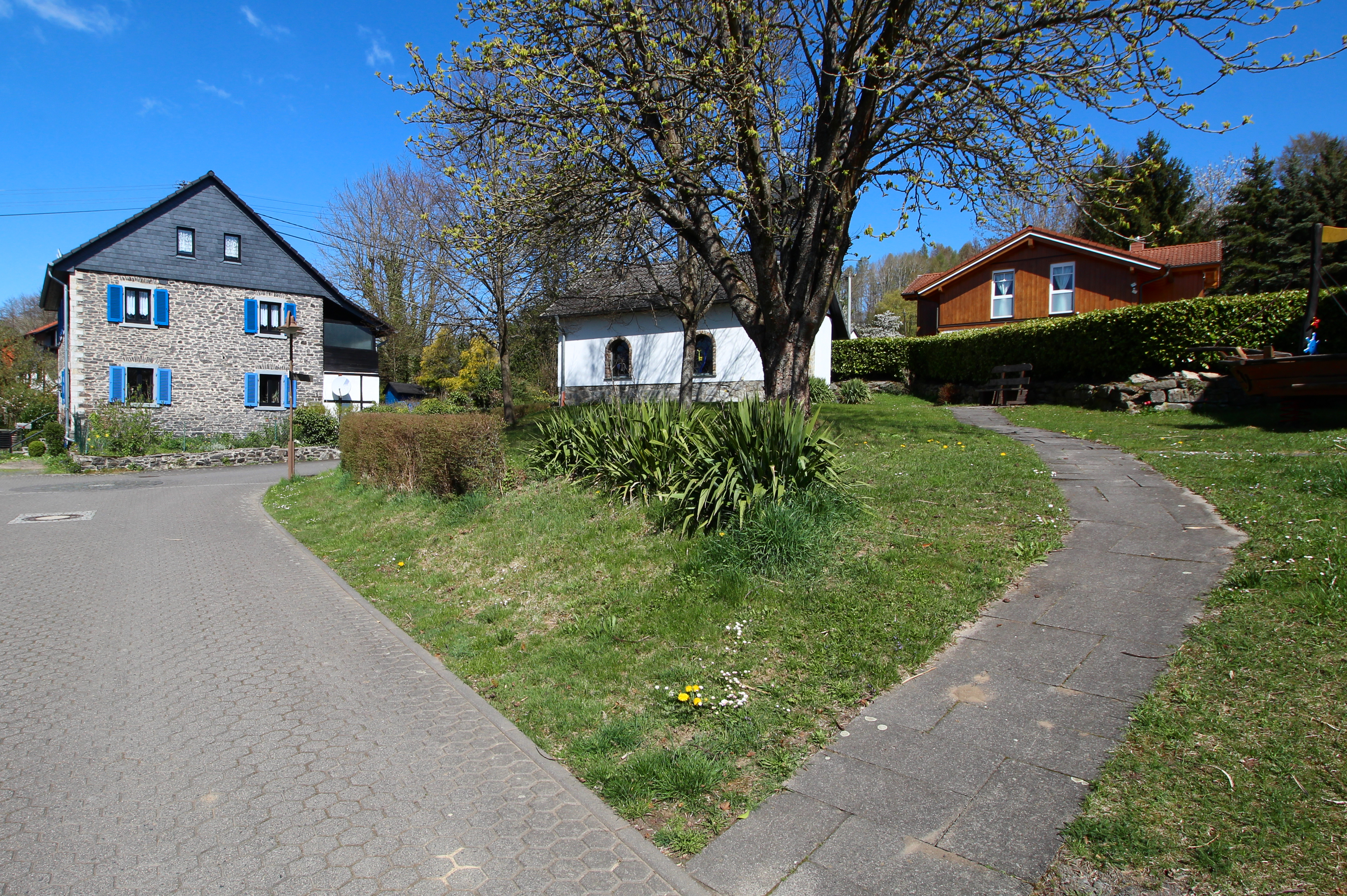
Ansicht von Eisen

Eisen ist ein Ortsteil der rheinland-pfälzischen Gemeinde Meudt im Westerwaldkreis. Sie gehört mit dem Hauptort zur Verbandsgemeinde Wallmerod.

## Geographische Lage
Eisen liegt etwa 1 km nordöstlich des Hauptortes Meudt und etwa 4 km nordwestlich von Wallmerod bei etwa 320 m. Nächstgelegener Ort neben dem Hauptort Meudt ist Herschbach, etwa 1,5 km nordöstlich gelegen. Durch den Ort fließt der Eisenbach, etwa 1 km südöstlich liegt das Naturschutzgebiet Eisenbachwiesen.

## Geschichte

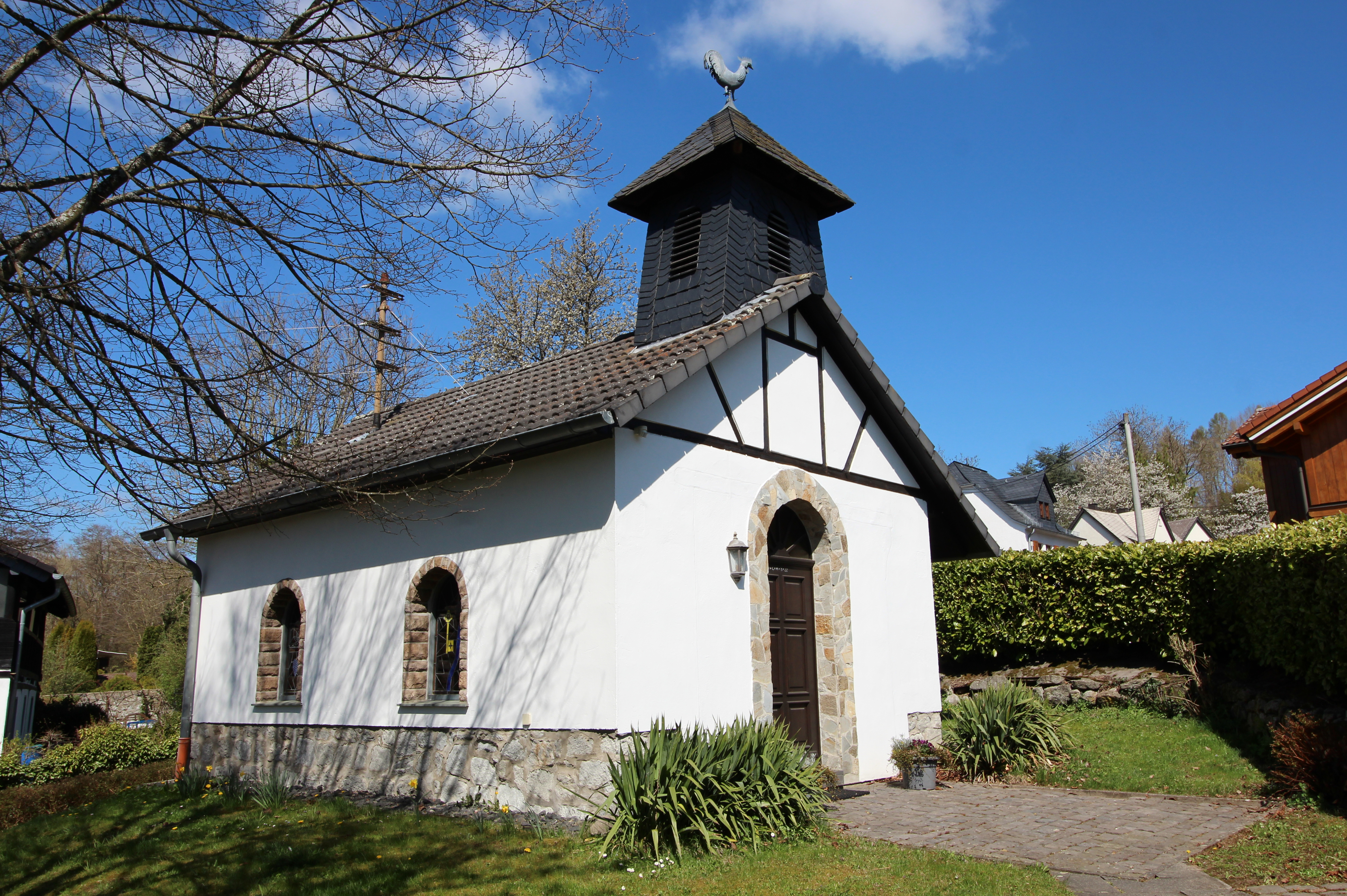
Die Kapelle von Eisen

Erstmals erwähnt wird Eisen 1097 als Bisena, als Adelheid, Witwe des Pfalzgrafen Hermann, sechs Höfe in Eisen und Meudt dem Stift St. Georg zu Limburg vermachte.
1969 wurde Eisen ein Ortsteil von Meudt. Zu diesem Zeitpunkt hatte der Ort 149 Einwohner. Die Kapelle in Eisen liegt an der Ecke Nachtigallenweg/Kuckucksweg. Sie entstand im 21. Jahrhundert durch den Umbau eines Nutzgebäudes.